# Arbetsminne (psykologi)
Arbetsminnet avser inom kognitiv psykologi förmågan att medvetandehålla och manipulera information under en kortare tidsperiod. Arbetsminnet ses som centralt i förmågor som till exempel språkinlärning, läsförmåga, problemlösning och matematiskt resonerande. Arbetsminnesförmåga korrelerar starkt med flytande intelligens och är en viktig prediktor för akademisk framgång.
Det finns ett flertal modeller av arbetsminnet som skiljer sig åt i olika avseenden, även om de har mycket gemensamt. Psykologerna Akira Miyake och Priti Shah gick 1999 igenom alla modeller av arbetsminnet och föreslog därefter följande definition, (s. 450 i Models of working memory, egen översättning): "Arbetsminne är de mekanismer eller processer som är involverade i styrning, reglering och aktivt upprätthållande av uppgiftsrelevant information som är nödvändig för komplex kognition, både för nya och redan bekanta uppgifter."
Psykologen Alan Baddeleys modell är den mest använda och arbetsminnet ses där som bestående av fyra olika komponenter med respektive funktioner:
- Den fonologiska loopen hanterar auditiv information, till exempel vad någon säger. Vid läsning är bokstäverna från början visuell information men kodas om och hanteras därmed av den fonologiska loopen.
- Det visuospatiala skissblocket hanterar visuospatial information, till exempel en bild av en frukt (visuell) eller en väg genom en labyrint (spatial).
- Centralexekutiven koordinerar och styr de andra delarna.
- Den episodiska bufferten hanterar interaktionen med långtidsminnet.

Arbetsminnets kapacitet är mycket begränsad, där det "magiska talet 7, plus eller minus 2" har föreslagits av psykologen George Miller som kapacitetsbegränsning, medan psykologen Nelson Cowan menar att vi egentligen bara kan hålla fyra olika informationsenheter i minnet. De olika angivelserna går isär då det är oklart vad som egentligen utgör en minnesenhet. Är till exempel siffran "8" en jämförbar enhet med ordet "bil" eller den visuella representationen av en kvadrat?
Information finns i arbetsminnet endast en kortare tid såvida ingen repetition förekommer. Information kan hållas i arbetsminnet en längre tid genom att uppmärksamhet fördelas till att hålla informationen aktuell. Forskning inom området har bland annat fått tillämpningar inom design av trafikmiljö, anpassad pedagogik och gränssnittet mellan människa och teknik. Man har visat att aktiv träning av arbetsminnet ger synliga förändringar av antalet receptorer av dopamin i hjärnan.